# Michael Abrashoff
D. Michael Abrashoff est un officier de l'US Navy, écrivain et consultant en leadership américain.
Il prend le commandement en 1997 du destroyer USS Benfold et est l'auteur de plusieurs livres sur le leadership dont le best-seller It's Your Ship.

## Biographie

### Formation et carrière militaire
D. Michael Abrashoff est diplômé de l'Académie navale d'Annapolis, dans le Maryland.
Il prend le commandement de l'USS Benfold de juin 1997, à 1999. Il décrit le navire comme dysfonctionnel.
Il est l'assistant militaire de l'ancien secrétaire à la Défense.
D. Michael Abrashoff quitte la Marine en 2001.

### Carrière littéraire
Il publie le best-seller It's Your Ship: Management Techniques from the Best Damn Ship in the Navy  (ISBN 978-0446529112), vendu à 160 000 exemplaires,,.
Diriger un navire de la marine n'est pas si différent de diriger une entreprise. Le Capt. D. Michael Abrashoff parle de l'époque où il commandait l'USS Benfold, un navire clé de la flotte américaine dans le golfe Persique.
It's Your Ship est l'un de ces livres qui se distingue de la plupart des autres.
L'hypothèse de base est que le capitaine Abrashoff a pris le commandement d'un destroyer de la marine américaine alors qu'il était l'un des navires les moins performants de la flotte. Ce navire en particulier souffrait d'un mauvais moral et n'avait pratiquement aucun taux de rétention pour l'équipage. En fait, la plupart des membres de l'équipage voulaient être sur un autre navire au moment où le capitaine Abrashoff a pris le commandement. Ce qui s'est produit, c'est un renversement total de la performance du navire et du moral de l'équipage. En l'espace d'un an, non seulement ce navire s'améliorait, mais il était en fait le navire ayant obtenu le meilleur score de la flotte et le taux de rétention le plus élevé. Que s'est-il passé exactement pour permettre une telle amélioration en si peu de temps ?
Il est également l'auteur d'autres livres :
- Get your ship together how great leaders inspire ownership from the keel up
- The Big Dig et Ambassador of Fun[9].
- What I Learned at the Naval Academy
- How to Get Your Crew to Take the Wheel
- Listen Up!
- Changing a Troubled Ship's Course

### Autres activités
Il est le fondateur et PDG de Grassroots Leadership, Inc. Il compte parmi ses clients des entreprises telles que Disney, Coca Cola, PetSmart et d'autres.